# Solarización por radiación
La solarización por radiación es un fenómeno físico por el que un material sufre un cambio temporal o permanente en su color o su transparencia como consecuencia de haber sido sometido a una irradiación electromagnética de alta energía, como la luz ultravioleta (UV), los rayos X o la radiación gamma. El vidrio y muchos plásticos transparentes, cuando se someten al efecto de la radiación X, pueden tomar un color ámbar o verdoso, y aun otros colores. El vidrio puede volverse azulado después de una prolongada exposición a la radiación solar en el desierto.
Se cree que este proceso puede ser causado por la formación de defectos internos llamados centros de color que, selectivamente, absorben porciones del espectro de la luz visible. 
La solarización por radiación puede también producir una degradación permanente de las propiedades físicas y mecánicas del material, y es uno de los mecanismos que causan fallos y roturas en los plásticos que sufren una exposición prolongada a la intemperie.

## Otros usos
La expresión solarización por radiación también se utiliza para describir la esterilización del suelo a sembrar, o de materiales vegetales o alimentos, mediante el calentamiento del material, a veces colocado en el interior de una bolsa plástica. En este caso la radiación proveniente del Sol o de irradiantes infrarrojos (IR) se convierte en calor, por absorción. Si la temperatura del material supera los 60 °C, será suficiente para matar la mayoría de los gérmenes patógenos. La luz ultravioleta del Sol es también un buen germicida, pero si el material está dentro de un recipiente de vidrio o de una bolsa plástica, aunque sean transparentes a la luz visible, muchas veces serán opacos a la radiación UV, la que al ser absorbida antes de que alcance el material a esterilizar, solo contribuirá con un leve aumento de la temperatura.